# Republik Benin (1967)
Die Republik Benin war ein nur für einen Tag existierender Staat im mittleren Westen des heutigen Nigeria.
Im Zuge der Sezession der Region Biafra von Nigeria im Jahre 1967 kam es auch zu Spannungen in der Gegend um Benin City. Am 9. August 1967 wurde die Gegend von Truppen der Streitkräfte Biafras besetzt. Albert Nwazu Okonkwo wurde zuständiger Militäradministrator Biafras für die Region.
Am 19. September des gleichen Jahres wurde um 7.00 Uhr morgens in historischer Anlehnung an das traditionsreiche Königreich Benin die „Republic of Benin“ mit Benin City als Hauptstadt ausgerufen. Sie wurde nicht international anerkannt. Schon am nächsten Tag gegen 13.00 Uhr wurde die junge Republik wieder von nigerianischen Truppen besetzt und hörte damit auf zu existieren.